# Matti Nuutinen
Matti Eemeli Nuutinen (Turku, 6 maggio 1990) è un cestista finlandese.

## Carriera
Con la Finlandia ha disputato i Campionati mondiali del 2014 e due edizioni dei Campionati europei (2015, 2017).

## Palmarès
- Campionato finlandese: 2

LoKoKo: 2011-12, 2012-13